# Haulout
Haulout (rus: Выход; transcrit com a Vikhod) és un curtmetratge documental de coproducció russobritànica del 2022 escrit, dirigit i produït per Maksim Arbugaiev i Ievguenia Arbugaieva. S'ha subtitulat al català.
El documental tracta sobre el científic rus Maksim Txakilev, que observa la vida de les morses al cap de Serdtse-Kamen, al mar dels Txuktxis. El títol internacional de la pel·lícula fa referència al terme «hauling-out», que la ciència descriu com els pinnípedes que van a terra per descansar o aparellar-se.
Produïda per Albireo Films, la pel·lícula es va exhibir per primer cop el febrer de 2022 al 72è Festival Internacional de Cinema de Berlín.
Va ser seleccionat per a l'Oscar al millor curtmetratge documental i posteriorment va ser preseleccionat i va ser nominat als 95ns premis Oscar en aquesta categoria.